# Upper Austria Ladies Linz 2020 - Qualificazioni singolare
Le qualificazioni del singolare femminile dell'Upper Austria Ladies Linz 2020 sono state un torneo di tennis preliminare per accedere alla fase finale della manifestazione. Le vincitrici dell'ultimo turno sono entrate di diritto nel tabellone principale. In caso di ritiro di una o più giocatrici aventi diritto a queste sono subentrati le lucky loser, ossia le giocatrici che hanno perso nell'ultimo turno ma che avevano una classifica più alta rispetto alle altre partecipanti che avevano comunque perso nel turno finale.

## Testa di serie
1. Océane Dodin (qualificata)
2. Irina Bara (ultimo turno)
3. Katarina Zavac'ka (ultimo turno, ritirata, lucky loser)
4. Tereza Martincová (qualificata)
5. Stefanie Vögele (qualificata)
6. Kamilla Rachimova (primo turno)

1. Anhelina Kalinina (qualificata)
2. Jaqueline Cristian (ultimo turno, ritirata)
3. Lesley Pattinama Kerkhove (ultimo turno)
4. Mayo Hibi (primo turno)
5. Laura Ioana Paar (ultimo turno)
6. Bibiane Schoofs (primo turno)

## Qualificate
1. Océane Dodin
2. Jana Fett
3. Anhelina Kalinina

1. Tereza Martincová
2. Stefanie Vögele
3. Harmony Tan

### Lucky Loser
1. Katarina Zavac'ka

## Tabellone

### Legenda
| - Q = Qualificato - WC = Wild card - LL = Lucky loser | - ALT = Alternate - SE = Special Exempt - PR = Protected Ranking | - w/o = Walkover - r = Ritirato - d = Squalificato |

### Sezione 1
|  | Primo turno | Primo turno      | Primo turno    | Primo turno | Primo turno |  |  | Ultimo turno | Ultimo turno     | Ultimo turno     | Ultimo turno | Ultimo turno |  |
|  |             |                  |                |             |             |  |  |              |                  |                  |              |              |  |
|  | 1           | Océane Dodin     | Océane Dodin   | 6           | 6           |  |  |              |                  |                  |              |              |  |
|  |             | Réka Luca Jani   | Réka Luca Jani | 0           | 0           |  |  | 1            | Océane Dodin     | Océane Dodin     | 6            | 7            |  |
|  |             | Rebecca Šramková | 7              | 5           | 0r          |  |  | 11           | Laura Ioana Paar | Laura Ioana Paar | 2            | 5            |  |
|  | 11          | Laura Ioana Paar | 5              | 7           | 2           |  |  |              |                  |                  |              |              |  |

### Sezione 2
|  | Primo turno | Primo turno       | Primo turno | Primo turno | Primo turno |  |  | Ultimo turno | Ultimo turno | Ultimo turno | Ultimo turno | Ultimo turno |  |
|  |             |                   |             |             |             |  |  |              |              |              |              |              |  |
|  | 2           | Irina Bara        | 2           | 6           | 6           |  |  |              |              |              |              |              |  |
|  |             | Katharina Gerlach | 6           | 3           | 4           |  |  | 2            | Irina Bara   | 1            | 6            | 2            |  |
|  |             | Jana Fett         | Jana Fett   | 6           | 6           |  |  |              | Jana Fett    | 6            | 4            | 6            |  |
|  | 10          | Mayo Hibi         | Mayo Hibi   | 2           | 3           |  |  |              |              |              |              |              |  |

### Sezione 3
|  | Primo turno | Primo turno       | Primo turno | Primo turno | Primo turno |  |  | Ultimo turno | Ultimo turno      | Ultimo turno | Ultimo turno | Ultimo turno |  |
|  |             |                   |             |             |             |  |  |              |                   |              |              |              |  |
|  | 3           | Katarina Zavac'ka | 63          | 6           | 6           |  |  |              |                   |              |              |              |  |
|  | WC          | Ana Konjuh        | 7           | 4           | 2           |  |  | 3            | Katarina Zavac'ka | 0            | 0            | r            |  |
|  |             | Isabella Šinikova | 6           | 3           | 3           |  |  | 7            | Anhelina Kalinina | 6            | 4            |              |  |
|  | 7           | Anhelina Kalinina | 2           | 6           | 6           |  |  |              |                   |              |              |              |  |

### Sezione 4
|  | Primo turno | Primo turno       | Primo turno     | Primo turno | Primo turno |  |  | Ultimo turno | Ultimo turno      | Ultimo turno | Ultimo turno | Ultimo turno |  |
|  |             |                   |                 |             |             |  |  |              |                   |              |              |              |  |
|  | 4           | Tereza Martincová | 6               | 4           | 6           |  |  |              |                   |              |              |              |  |
|  |             | Jodie Burrage     | 3               | 6           | 3           |  |  | 4            | Tereza Martincová | 6            | 1            | 6            |  |
|  | WC          | Sabine Lisicki    | Sabine Lisicki  | 7           | 6           |  |  | WC           | Sabine Lisicki    | 2            | 6            | 3            |  |
|  | 12          | Bibiane Schoofs   | Bibiane Schoofs | 5           | 3           |  |  |              |                   |              |              |              |  |

### Sezione 5
|  | Primo turno | Primo turno               | Primo turno     | Primo turno | Primo turno |  |  | Ultimo turno | Ultimo turno              | Ultimo turno | Ultimo turno | Ultimo turno |  |
|  |             |                           |                 |             |             |  |  |              |                           |              |              |              |  |
|  | 5           | Stefanie Vögele           | Stefanie Vögele | 6           | 6           |  |  |              |                           |              |              |              |  |
|  | WC          | Veronika Bokor            | Veronika Bokor  | 3           | 1           |  |  | 5            | Stefanie Vögele           | 6            | 3            | 6            |  |
|  |             | Ulrikke Eikeri            | 6               | 1           | 5           |  |  | 9            | Lesley Pattinama Kerkhove | 2            | 6            | 2            |  |
|  | 9           | Lesley Pattinama Kerkhove | 3               | 6           | 7           |  |  |              |                           |              |              |              |  |

### Sezione 6
|  | Primo turno | Primo turno        | Primo turno        | Primo turno | Primo turno |  |  | Ultimo turno | Ultimo turno       | Ultimo turno       | Ultimo turno | Ultimo turno |  |
|  |             |                    |                    |             |             |  |  |              |                    |                    |              |              |  |
|  | 6           | Kamilla Rachimova  | Kamilla Rachimova  | 2           | 2           |  |  |              |                    |                    |              |              |  |
|  |             | Harmony Tan        | Harmony Tan        | 6           | 6           |  |  |              | Harmony Tan        | Harmony Tan        | 4            |              |  |
|  | WC          | Mira Antonitsch    | Mira Antonitsch    | 2           | 4           |  |  | 8            | Jaqueline Cristian | Jaqueline Cristian | 1            | r            |  |
|  | 8           | Jaqueline Cristian | Jaqueline Cristian | 6           | 6           |  |  |              |                    |                    |              |              |  |